# Zimamoto FC
El Zimamoto FC es un equipo de fútbol de Zanzíbar que juega en la Primera División de Zanzíbar, la máxima categoría de fútbol en el país.

## Historia
Fue fundado en la ciudad de Zanzibar City y ha participado en pocas ocasiones en la Primera División de Zanzíbar sin haber logrado algo relevante hasta que en la temporada 2015/16 logra ganar el título de la Primera División de Zanzíbar por primera vez con una ventaja de 5 puntos sobre el subcampeón.
En el año 2017 clasifica por primera vez a un torneo internacional, a la Liga de Campeones de la CAF, donde es eliminado en la ronda preliminar por el Ferroviário da Beira de Mozambique.

## Palmarés
- Primera División de Zanzíbar: 1

2015/16

## Participación en competiciones de la CAF
| Temporada | Torneo                       | Ronda      | Club                 | Casa | Visita | Global |
| --------- | ---------------------------- | ---------- | -------------------- | ---- | ------ | ------ |
| 2017      | Liga de Campeones de la CAF  | Preliminar | Ferroviário da Beira | 2-1  | 1-3    | 3-4    |
| 2018      | Copa Confederación de la CAF | Preliminar | Welayta Dicha FC     | 1-1  | 0-1    | 1-2    |
| 2018/19   | Copa Confederación de la CAF | Preliminar | Kaizer Chiefs FC     | 2-1  | 1-4    | 3-5    |

## Jugadores

### Jugadores destacados
- Khatib Said
- Hakim Khamis